# Kazımkarabekir (district)
Kazımkarabekir is een Turks district in de provincie Karaman en telt 4.349 inwoners (2007). Het district heeft een oppervlakte van 981,2 km². Hoofdplaats is Kazımkarabekir.
De bevolkingsontwikkeling van het district is weergegeven in onderstaande tabel.
| 1997  | 2000  | 2007  |
| ----- | ----- | ----- |
| 7.646 | 5.442 | 4.349 |